# Antoni Maria Schwartz
Antoni Maria Schwartz, właśc. Anton Maria Schwartz (ur. 28 lutego 1852 w Baden w Austrii, zm. 15 września 1929 w Hietzing) – austriacki pijar (SP, SchP), założyciel Kongregacji dla Robotników Chrześcijańskich od św. Józefa Kalasantego, błogosławiony Kościoła katolickiego.
Był czwartym z trzynaściorga dzieci swoich rodziców. Mając 6 lat rozpoczął naukę w szkole parafialnej w Baden potem w 1861 roku w szkole muzycznej w Heiligenkreutz. W 1865 roku zamieszkał u ciotki w Wiedniu, tam uczył się w gimnazjum. Mając 17 lat wstąpił do nowicjatu pijarów a w dniu 25 lipca 1875 roku przyjął święcenia kapłańskie. Pracował jako wikariusz w Marchegg. W 1879 roku mianowano go kierownikiem duchowym zgromadzenia Sióstr Miłosierdzia w szpitalu w Sechshaus w Wiedniu.
W 1888 roku założył czasopismo katolickie dla rzemieślników i robotników, potem w dniu 24 listopada 1889 roku założył zgromadzenie Chrześcijańskich Robotników św. Józefa Kalasancjusza.
Zmarł mając 77 lat w opinii świętości.
Został beatyfikowany przez papieża Jana Pawła II w dniu 21 czerwca 1998 roku.
Jego wspomnienie liturgiczne w Kościele katolickim obchodzone jest w dzienną pamiątkę śmierci. Wspólnoty pijarskie wspominają błogosławionego 17 września.